# Pravia (kommunhuvudort)
Pravia är en kommunhuvudort i Spanien.   Den ligger i provinsen Province of Asturias och regionen Asturien, i den norra delen av landet, 400 km nordväst om huvudstaden Madrid. Pravia ligger 48 meter över havet och antalet invånare är 9 180.
Terrängen runt Pravia är huvudsakligen lite kuperad. Pravia ligger nere i en dal. Runt Pravia är det ganska glesbefolkat, med 34 invånare per kvadratkilometer. Närmaste större samhälle är Avilés, 16,7 km öster om Pravia. I omgivningarna runt Pravia växer i huvudsak blandskog.